# Punta Tempesta
La punta Tempesta (2.679 m s.l.m.) è una montagna delle Alpi Cozie situata in Valle Maira, nella sottosezione delle Alpi del Monviso.

## Caratteristiche

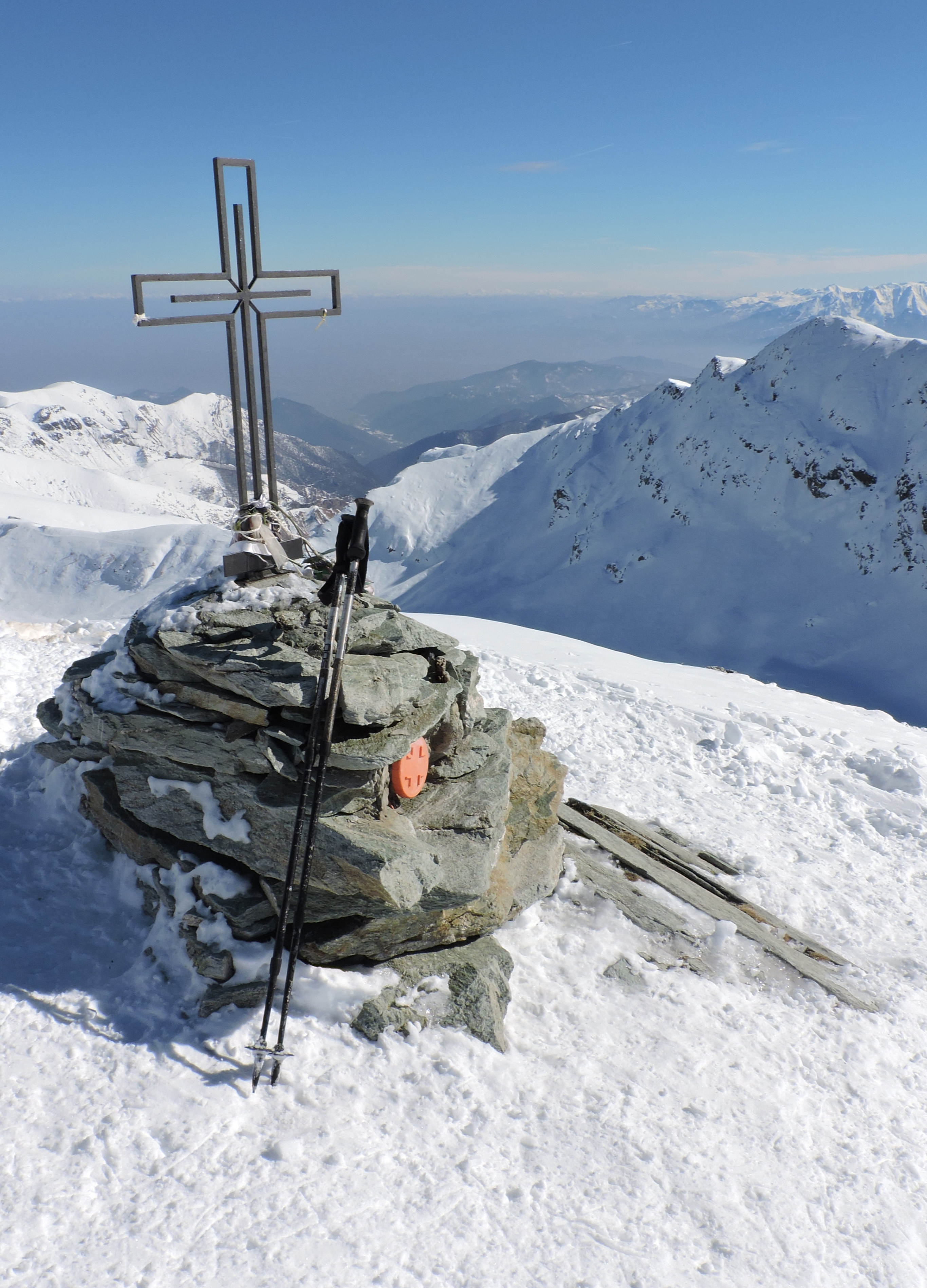
Croce di vetta, a destra il m.Tibert

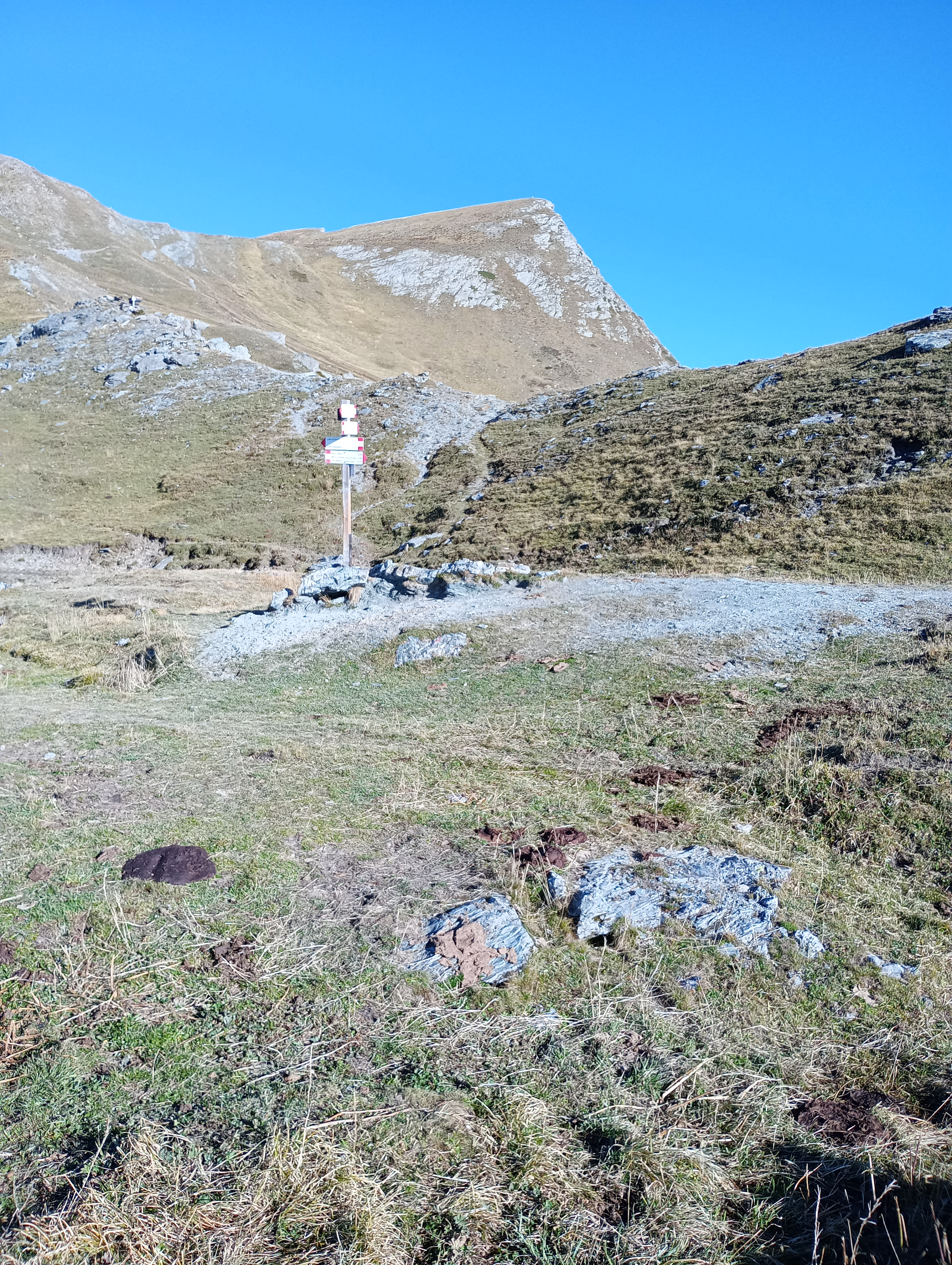
Vista estiva dal colle Intersile

La punta Tempesta si trova sulla costiera che divide due valloni tributari del Maira, quello di Marmora (a ovest) e quello di Intersile; il punto culminante sorge non lontano dallo spartiacque Maira/Grana. La montagna è separata verso sud-ovest dal vicino monte Tibert dal colle Intersile (2.516 m), mentre verso sud-est il colle Sibolet (2.546 m) la divide dall'omonima punta Sibolet (2581 m). A nord il crinale divisorio tra il vallone di Marmora e quello di Intersile prosegue con la punta La Piovosa (2.602 m).

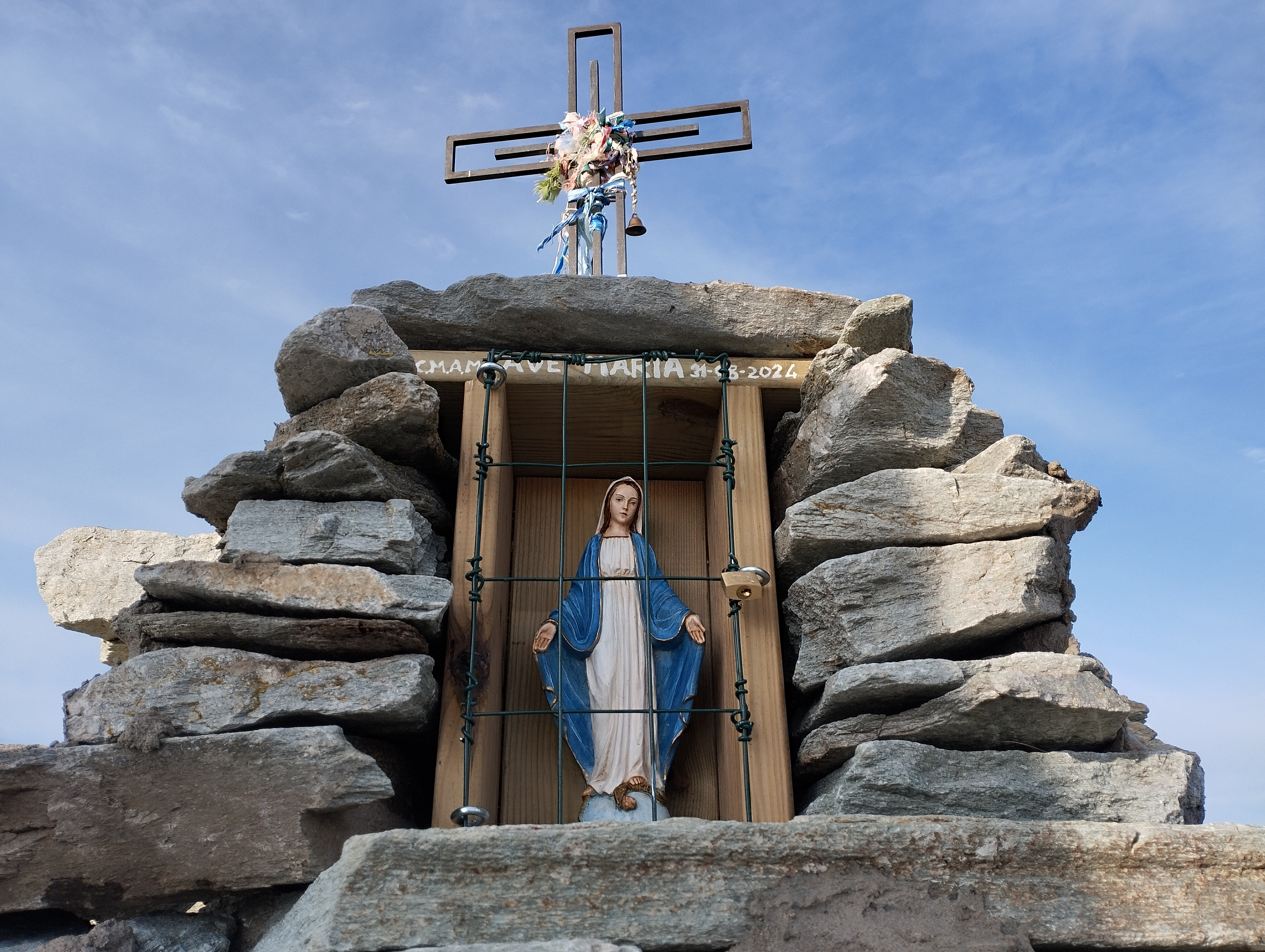
La nicchia che ospita la Madonnina di vetta.

Amministrativamente si trova in comune di Marmora. Nel sistema SOIUSA, assieme al vicino Monte Tibert, dà il nome a un Settore di sottogruppo chiamato Costiera Tempesta-Tibert (Codice della SOIUSA: A.2.b/c). Sulla cima, ampia e arrotondata, sorge una piccola croce sostenuta da un ometto in pietrame che contiene al suo interno il libro di vetta. vi è anche una nicchia che ospita la Madonnina di vetta.

## Accesso alla vetta
L'accesso alla vetta può avvenire da diverse vie con itinerari di tipo escursionistico e difficoltà valutata in E. Si può partire dal colle di Esischie, dal Santuario di San Magno (in Valle Grana) o dal vallone di Marmora. A volte la salita viene abbinata a quella del monte Tibert o ad altre cime circostanti.
Piuttosto note e frequentate sono anche le vie di salita invernali, praticabili con gli sci da sci alpinismo o con le ciastre, come ad esempio quella con partenza dalla borgata Tolosano di Marmora.

## Galleria di immagini

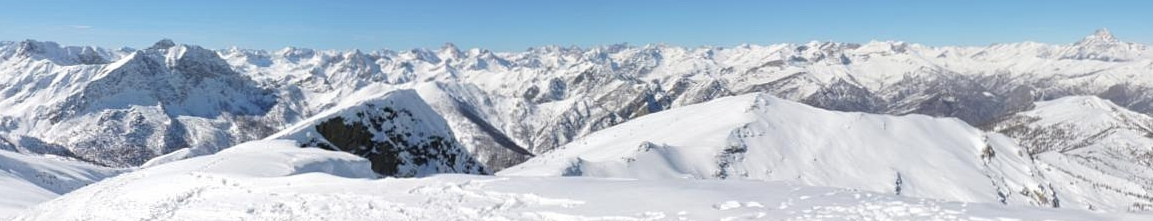
Panorama verso nord-ovest, con a destra il Monviso

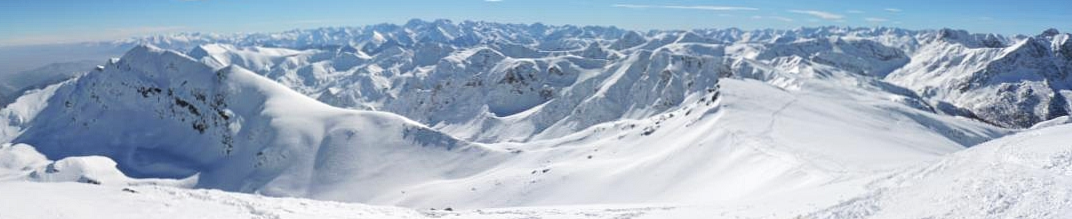
Panorama verso sud-est: a sinistra il monte Tibert, a destra la Rocca la Meja

### Cartografia
- Cartografia ufficiale italiana dell'Istituto Geografico Militare (IGM) in scala 1:25.000 e 1:100.000, consultabile on line
- Istituto Geografico Centrale - Carta dei sentieri 1:50.000 n. 7 Valli Maira-Grana-Stura
- Provincia di Cuneo - Comunità montana Valle Maira: Carta dei sentieri scala 1:25.000 Valle Maira